# Carlos Villa
Carlos Andrés Villa Perdomo ( 18 de julio de 1986, Ciudad de Guatemala) es un futbolista guatemalteco, juega como delantero, actualmente juega para el CS Concordia Chiajna, del Fútbol de Rumania. Además ha sido seleccionado nacional.

## Clubes
| Club                   | País      | Año           |
| ---------------------- | --------- | ------------- |
| Municipal              | Guatemala | 2005 - 2009   |
| Antigua GFC            | Guatemala | 2010-2011     |
| Xelajú Mario Camposeco | Guatemala | 2012          |
| CS Concordia Chiajna   | Rumania   | 2012-presente |